# Distrito de Bicske
El distrito de Bicske (húngaro: Bicskei járás) es un distrito húngaro perteneciente al condado de Fejér.
En 2013 su población era de 34 597 habitantes. Su capital es Bicske.

## Municipios
El distrito tiene 2 ciudades (en negrita), un pueblo mayor (en cursiva) y 12 pueblos (población a 1 de enero de 2012):
- Alcsútdoboz (1446)
- Bicske (11 642) – la capital
- Bodmér (222)
- Csabdi (1168)
- Csákvár (5221)
- Etyek (4402)
- Felcsút (1831)
- Gánt (847)[3]
- Mány (2403)
- Óbarok (803)
- Szár (1641)
- Tabajd (962)
- Újbarok (440)
- Vértesacsa (1745)
- Vértesboglár (860)